# Otto Siffling
Otto Siffling (Mannheim-Waldhof, 1912. augusztus 3. – Mannheim, 1939. október 20.) világbajnoki bronzérmes német labdarúgó, csatár.

## Pályafutása

### Klubcsapatban
A Waldhof Mannheim csapatában kezdte a labdarúgást, ahol 1930-ban mutatkozott be az első csapatban, ahol nyolc idényen keresztül szerepelt. 27 évesen tüdőbajban hunyt el.

### A válogatottban
1934 és 1938 között 31 alkalommal szerepelt a német válogatottban és 17 gólt szerzett. Részt vett az 1934-es olaszországi világbajnokságon, ahol bronzérmet szerzett a csapattal. Tagja volt 1936-os berlini olimpián részt vevő együttesnek és az 1938-as franciaországi világbajnokságon is kerettag volt, de pályára nem lépett.

## Sikerei, díjai
Németország
- Világbajnokság
  - bronzérmes: 1934, Olaszország